# Generalísimo

Galones proyectados para el rango de generalísimo de la URSS. En realidad, Stalin usaba un uniforme especialmente diseñado con la insignia del mariscal de la Unión Soviética.

Generalísimo es el término que denota a un rango militar superior al mariscal de campo y al gran almirante. Dicho rango era otorgado en tiempos históricos a comandantes de un ejército o de las fuerzas armadas.

## Uso
La palabra generalissimo (pronunciado [dʒeneraˈlissimo]), un término italiano, es el superlativo absoluto de generale ('general'), que significa "el rango más alto de todos los generales". El sufijo superlativo -issimo mismo deriva del latín -issimus, significa "máximo, al más alto grado". Los cognados similares en otros idiomas incluyen generalísimo en español, generalísmo en portugués, généralissime en francés y generalissimus en latín.
Históricamente, este rango se le otorgó a un oficial militar que dirigía un ejército completo o las fuerzas armadas de un estado, generalmente solo subordinado al soberano. El líder militar Albrecht von Wallenstein en 1632 fue el primer generalísimo imperial (general de los generales). Otro uso del rango ha sido para el comandante de los ejércitos unidos de varias potencias aliadas y si un oficial militar de alto rango se convierte en jefe de Estado o jefe de Gobierno de una nación como Chiang Kai-Shek en China y más tarde en Taiwán, y Francisco Franco en España.
El rango Generalissimus de la Unión Soviética habría sido un generalísimo, pero algunas fuentes afirman que Iósif Stalin se negó a aceptar el rango. De hecho, el grado fue establecido por el Presídium del Soviet Supremo que no necesitaba la "aprobación" de Stalin. El rango de generalísimo para Stalin fue utilizado también por la diplomacia occidental. 
En su uso presente, el término generalísimo se aplica habitualmente a un oficial militar que toma el poder a través de un golpe de Estado, o que ha suspendido los mecanismos constitucionales previamente instituidos, convirtiéndose en jefe de la rama ejecutiva del Estado, y que se basa en su cargo como jefe supremo de las fuerzas armadas para obtener legitimidad política. 
En los tiempos de la Independencia de América del Sur, generalísimo fue empleado como un título honorífico heredero de la historia cultural hispánica semejante a campeador (en castellano, "vencedor de batallas"). Así como también correspondiendo al dictador de la antigua República romana, semejante a "imperator" (en latín, jefe supremo, el que ostenta el "imperium").

## Lista de generalísimos
| Persona                                                 | Servicio                                     | País                           | Era       | Notas |
| ------------------------------------------------------- | -------------------------------------------- | ------------------------------ | --------- | --- |
| Chiang Kai-Shek                                         | Ejército Nacional Revolucionario             | República de China             | 1926      | Nombrado comandante en jefe del Ejército Nacionalista para la Expedición del Norte. En 1935 fue nombrado "general clase especial" (特級上將 Tèjí shàng jiàng). |
| Joseph Joffre                                           | Ejército francés                             | Francia                        | 1914      | Su dignidad (rango) era mariscal de Francia, pero su título como comandante en jefe del ejército francés era généralissime. |
| Aleksandr Danílovich Ménshikov                          | Ejército Imperial Ruso                       | Rusia                          | 1727-1728 | |
| Antonio Ulrico de Brunswick-Luneburgo                   | Ejército Imperial Ruso                       | Rusia                          | 1740-1741 | |
| Aleksandr Suvórov                                       | Ejército Imperial Ruso                       | Imperio ruso                   | 1799      | |
| Manuel Godoy y Álvarez de Faria                         | Secretario de Estado                         | España                         | 1801-1808 | Favorito de Carlos IV de España, 1792 -1798, amante de la reina, duque de la Alcudia y de Sueca, príncipe de la Paz, príncipe de Bassano, Roma. |
| Joaquín Baldomero Fernández-Espartero Álvararez de Toro | Presidente del Consejo de Ministros          | España                         | 1854-1856 | Príncipe de Vergara, duque de la Victoria, de Morella, conde de Luchana y vizconde de Banderas, virrey de Navarra |
| Ferdinand Foch                                          | Ejército francés                             | Francia                        | 1918      | Généralissime fue el título utilizado para describir el Comando Aliado de Ferdinand Foch, a partir del 26 de marzo de 1918. Al principio tenía el rango de general de división, después la dignidad de mariscal de Francia y más tarde las de mariscal de campo británico y de mariscal de Polonia. |
| Maurice Gamelin                                         | Ejército francés                             | Francia                        | 1939      | Su rango era general de ejército, pero su título como comandante en jefe de las Fuerzas Armadas francesas era généralissime. |
| Maxime Weygand                                          | Ejército francés                             | Francia                        | 1939      | Su rango era general de ejército, pero su título como comandante en jefe de las Fuerzas Armadas francesas era généralissime. |
| Francisco de Miranda                                    | Ejército venezolano                          | Venezuela                      | 1812      | |
| Miguel Hidalgo y Costilla                               | Ejército Revolucionario de México            | Nueva España                   | 1810-1811 | |
| José María Morelos                                      | Ejército Revolucionario de México            | Nueva España                   | 1810-1815 | |
| José de San Martín                                      | Ejército peruano                             | Perú                           | 1821-1822 | Generalísimo de las Armas del Perú |
| Francisco Franco                                        | Fuerzas Armadas Españolas                    | España                         | 1936-1975 | Generalísimo |
| Emilio Aguinaldo                                        | Ejército Revolucionario Filipino             | Filipinas                      | 1898-1901 | Generalísimo del Katipunan |
| Ihsan Nuri                                              | Fuerzas de Ararat                            | República de Arat              | 1927-1930 | |
| Príncipe heredero Carlos Juan                           | Real Ejército Sueco                          | Suecia                         | 1810-1818 | |
| Iósif Stalin                                            | Fuerzas Armadas Soviéticas                   | Unión Soviética                | 1945      | Generalísimo de la Unión Soviética (uso rechazado) |
| Kim Il-sung                                             | Ejército Popular de Corea                    | Corea del Norte                | 1992      | Taewonsu |
| Kim Jong-il                                             | Ejército Popular de Corea                    | Corea del Norte                | 2012      | Taewonsu (otorgado póstumamente). |
| Rafael Trujillo                                         | Ejército dominicano                          | República Dominicana           | 1933      | Desempeñó dicha función de manera absoluta durante toda su vida. En el 1959 ordena que su hermano Héctor Bienvenido sea nombrado con el mismo rango. Su uniforme era con hilos de oro y en la cabeza vestía un bicornio con plumas.                                                                 |
| Héctor Trujillo                                         | Ejército dominicano                          | República Dominicana           | 1959      | Fue nombrado generalísimo por orden de su hermano Rafael Leónidas Trujillo Molina. Uniforme lujoso, aunque menos obstentoso que el de su hermano. Vestía el bicornio con plumas. |
| Sun Yat-sen                                             | Ejército Nacional Revolucionario             | Gobierno de Cantón             | 1921      | Técnicamente como da yuan shuai o gran mariscal del Ejército y la Marina. |
| Alberto de Wallenstein                                  | Guerra de los Treinta Años                   | Sacro Imperio Romano Germánico | 1625      | A través del "Decreto Principal de la Diputación Imperial". |
| John J. Pershing                                        | Ejército de los Estados Unidos               | Estados Unidos                 | 1919      | Promovido a general de los ejércitos de los Estados Unidos el 3 de septiembre de 1919. |
| John Churchill, I duque de Marlborough                  | Real Ejército de los Países Bajos (de facto) | Países Bajos                   | 1702      | Conocido como generalísimo por los Estados Generales neerlandeses. |
| Príncipe Jorge de Dinamarca                             | Marina Real británica                        | Reino de Gran Bretaña          | 1702-1708 | Declarado "generalísimo de todas nuestras fuerzas dentro de Nuestro Reino de Inglaterra e Irlanda y en otros lugares" por su esposa, la reina Ana. |
| Jacobo, duque de York                                   | Ejército inglés                              | Reino de Inglaterra            | 1673      | Generalísimo y comandante supremo sobre las fuerzas empleadas contra los holandeses. |
| Luis, delfín de Francia                                 | Ejército francés (de facto)                  | Reino de Francia               | 1708      | Comando del ejército francés |
| Príncipe consorte Federico                              | Ejército sueco                               | Suecia                         | 1720      | |
| George Washington                                       | Ejército Continental                         | Estados Unidos                 | 1776      | Cuando fue elegido para ser el comandante en jefe, fue llamado por la Gaceta de Virginia el generalísimo de las fuerzas estadounidenses. Promovido póstumamente al general de los Ejércitos de los Estados Unidos el 19 de enero de 1976 con fecha de rango del 4 de julio de 1976.                 |
| Deodoro da Fonseca                                      | Ejército Brasileño                           | Brasil                         | 1890      | |
| Kalākaua                                                | Ejército hawaiano (de facto)                 | Reino de Hawái                 | 1886-1891 | Rey de Hawái, recibió títulos de "comandante supremo y generalísimo del Ejército de Hawái". |
| Zhang Zuolin                                            | Ejército Nacional de Pacificación            | República de China             | 1927-1928 | |

## Rangos semejantes
Algunos países han creado rangos que por sus características se traducen como «generalísimo» o se consideran semejantes al mismo. Entre estos están el rango de Dai-gensui, que era conferido al emperador de Japón; el de Taewonsu, de Corea del Norte y el de Da Yuan Shuai de China.